# (444745) 2007 JF43
(444745) 2007JF43 est un objet transneptunien du groupe dynamique des plutinos.

## Caractéristiques
(444745) 2007JF43 mesure environ 334 km de diamètre, ce qui le qualifie comme un candidat au statut de planète naine.